# Gynodiastylidae
Gynodiastylidae is een familie van kleine kreeftachtigen die behoort tot de orde van de Zeekomma's (Cumacea). Ze komen vooral voor in het Zuidelijk halfrond, met enkele soorten die beschreven zijn uit Japan, Thailand en de Perzische Golf. De meeste soorten worden gevonden op minder dan 100 meter diepte.

## Anatomie
Gynodiastylidae bezitten een klein telson. De binnenste tak (endopodiet) van de uropoden bestaat uit 1 tot 3 segmentjes. Het aantal vrije thoracale somieten is nooit gereduceerd. Op de eerste pereopode bevindt zich een groep lange stijve borstels (setae) op de propodus.

Mannetjes bezitten geen pleopoden. De flagella van de tweede antenne reiken niet verder dan de achterste rand van de carapax.

Vrouwtjes hebben een zeer kleine tweede antenne (veel kleiner dan de eerste). Ze hebben geen exopodiet (buitenste tak) op hun derde maxillipede.

Door het ontbreken van uitzonderingen op de twee belangrijkste diagnostische kenmerken (ontbreken van pleopoden bij mannetjes en van een exopodiet op maxillipede 3 bij vrouwtjes), zijn Gynodiastylidae bij uitstek geschikt voor monografische beschrijvingen.

## Systematiek
De Familie kent 12 geslachten (genera) en 121 soorten:
- Allodiastylis Hale, 1936
- Axiogynodiastylis Gerken, 2001
- Dayus Gerken, 2001
- Dicoides Hale, 1946
- Eogynodiastylis Gerken, 2001
- Gynodiastylis Calman, 1911
- Haliana Day, 1980
- Litogynodiastylis Gerken, 2001
- Paradicoides Gerken, 2001
- Pseudozimmeriana Gerken, 2001
- Sheardia Hale, 1946
- Zimmeriana Hale, 1946